# Albert Atema
Albert Atema (Leeuwarden, 22 november 1913 – Hindeloopen, 25 december 1972) was een Nederlands politicus van de PvdA.
Hij werd geboren als zoon van Hendrik Atema (1881; timmerman) en Aaltje Hovinga (1890). Na de hbs had hij eerst een kantoorbaan voor hij in 1933 als volontair ging werken bij de gemeentesecretarie van Baarderadeel. In 1938 maakte hij de overstap naar de gemeente Ooststellingwerf waar hij begon als adjunct-commies en het uiteindelijk bracht tot hoofdcommies en chef van de afdelingen algemene zaken, onderwijs en financiën. In april 1951 werd Atema benoemd tot burgemeester van Hindeloopen als opvolger van de het jaar ervoor overleden burgemeester Gerben Stallinga. Atema overleed tijdens zijn burgemeesterschap eind 1972 op 59-jarige leeftijd.